# Сальви, Паоло
Паоло Сальви (итал. Paolo Salvi; 22 ноября 1891, Брешиа, Ломбардия — 12 января 1945, концлагерь Маутхаузен, Верхняя Австрия) — итальянский гимнаст, чемпион летних Олимпийских игр 1912 и 1920 годов. В годы Второй мировой войны — участник итальянского Движения Сопротивления. Дважды был арестован (в ноябре 1943 и январе 1944), содержался в концлагере Маутхаузен. Погиб во время авианалёта.